# Ormhult, Hallsbergs kommun
Ormhult är en by i Hallsbergs socken i Hallsbergs kommun, belägen cirka fem kilometer söder om Hallsberg.
I orten finns några villor, några gårdar och två sågverk. Byn har haft både kapell och skola.